# 충청북도단양교육지원청
충청북도단양교육지원청(忠淸北道丹陽敎育支援廳, Danyang Office of Education)은 충청북도 단양군을 관할하는 충청북도교육청 산하의 교육지원청이다.
교육장은 장학관으로 보한다.

## 산하 기관

### 초등학교
| - 가곡초등학교 - 대곡분교 - 보발분교 - 가평초등학교 | - 단양초등학교 - 단천초등학교 - 가산분교 - 대가초등학교 | - 대강초등학교 - 장정분교 - 매포초등학교 - 별방초등학교 | - 상진초등학교 - 어상천초등학교 - 영춘초등학교 |

### 중학교
| - 가곡중학교 - 단산중학교 | - 단성중학교 - 단양중학교 | - 매포중학교 - 별방중학교 | - 영춘중학교 |